# 广口螺
广口螺（学名：Stomatella planulata）是鐘螺科口螺亞科之下擬口螺屬的一种。主要分布于韩国、台湾，常栖息在潮间带岩礁上。